# Rudolf Lehnert
 (août 2024).
La mise en forme du texte ne suit pas les recommandations de Wikipédia : il faut le « wikifier ».
Les points d'amélioration suivants sont les cas les plus fréquents. Le détail des points à revoir est peut-être précisé sur la page de discussion.
- Les titres sont pré-formatés par le logiciel. Ils ne sont ni en capitales, ni en gras.
- Le texte ne doit pas être écrit en capitales (les noms de famille non plus), ni en gras, ni en italique, ni en « petit »…
- Le gras n'est utilisé que pour surligner le titre de l'article dans l'introduction, une seule fois.
- L'italique est rarement utilisé : mots en langue étrangère, titres d'œuvres, noms de bateaux, etc.
- Les citations ne sont pas en italique mais en corps de texte normal. Elles sont entourées par des guillemets français : « et ».
- Les listes à puces sont à éviter, des paragraphes rédigés étant largement préférés. Les tableaux sont à réserver à la présentation de données structurées (résultats, etc.).
- Les appels de note de bas de page (petits chiffres en exposant, introduits par l'outil «  Source ») sont à placer entre la fin de phrase et le point final[comme ça].
- Les liens internes (vers d'autres articles de Wikipédia) sont à choisir avec parcimonie. Créez des liens vers des articles approfondissant le sujet. Les termes génériques sans rapport avec le sujet sont à éviter, ainsi que les répétitions de liens vers un même terme.
- Les liens externes sont à placer uniquement dans une section « Liens externes », à la fin de l'article. Ces liens sont à choisir avec parcimonie suivant les règles définies. Si un lien sert de source à l'article, son insertion dans le texte est à faire par les notes de bas de page.
- La présentation des références doit suivre les conventions bibliographiques. Il est recommandé d'utiliser les modèles {{Ouvrage}}, {{Chapitre}}, {{Article}}, {{Lien web}} et/ou {{Bibliographie}}. Le mode d'édition visuel peut mettre en forme automatiquement les références.
- Insérer une infobox (cadre d'informations à droite) n'est pas obligatoire pour parachever la mise en page.

Pour une aide détaillée, merci de consulter Aide:Wikification.
Si vous pensez que ces points ont été résolus, vous pouvez retirer ce bandeau et améliorer la mise en forme d'un autre article.
Pour les articles homonymes, voir Lehnert.
Rudolf Franz Lehnert, né le 13 juillet 1878 à Gross Aupa en Autriche-Hongrie (actuelle Velká Úpa, dans la commune de Pec pod Sněžkou en République tchèque), mort le 16 janvier 1948 à Redeyef (Tunisie), est un photographe, naturalisé français en 1931.

## Biographie
Orphelin assez jeune, Rudolf Lehnert est recueilli par un oncle habitant à Vienne, ville où il fait ses études secondaires, puis de 1899 à 1901, est élève de la première école financée par un État où l'on enseigne la photographie : l'Institut des Arts Graphiques de Vienne ou « Graphische Lehr- und Versuchsanstalt », créé par Josef Maria Eder.
Il voyage ensuite en Sicile (Taormine, Palerme) et découvre l'Orient en Tunisie en 1903. À son retour, il rencontre en Suisse Ernst Landrock, et s'associe avec lui pour créer à Tunis la maison d'édition « Lehnert et Landrock ». 
La création artistique de Rudolf Lehnert comprend quatre périodes, son associé Ernst Landrock assurant le rôle de gestionnaire du studio :
Première période tunisienne de 1904 à 1914 (Lehnert et Landrock, Tunis)
Après des débuts très modestes dans une maison située tout près de la Grande Mosquée au 7, rue des Tamis, Lehnert & Landrock ouvrent un studio au 17, avenue de France en 1907. Leur succès international à partir de 1910 leur permet d'ouvrir un autre magasin, plus important, dans l'ancien studio du photographe Garrigues au 9, avenue de France. La guerre avec l'Allemagne et l'Autriche entraine la fermeture du studio et un séquestre sur les biens personnels des deux associés. Accusé d'espionnage, Lehnert est emprisonné en Corse puis en Algérie. En 1916, il peut enfin rejoindre la Suisse, où se trouve déjà Landrock depuis le début de la guerre, à titre de réfugié sanitaire. Il s'y marie avec une jeune femme d'origine alsacienne, Jenny Schmitt.  
Période allemande de 1919 à 1924 (Orient Kunst Verlag, Leipzig)
Après leur libération, tandis que Landrock réédite les vues du Maghreb depuis Leipzig, Lehnert devient citoyen tchécoslovaque en 1919 et réussit à faire lever le séquestre à Tunis après un séjour de deux ans (1920-1922). Malgré l'attachement de Lehnert à la Tunisie (lettre au peintre Alexandre Roubtzoff en 1922 où il écrit que son âme est en Tunisie, et surtout à Sidi Bou Said), la décision est prise de commencer une nouvelle carrière dans une Égypte politiquement stabilisée et bénéficiant alors des retombées médiatiques et touristiques de la découverte de la tombe de Toutânkhamon. 
Période égyptienne de 1924 à 1930 (Lehnert et Landrock, Cairo)
Après un début comme grossistes qui se heurte à une très forte concurrence locale, L&L évitent de peu la faillite, ouvrent un magasin de détail  et se concentrent sur le marché local avec la carte postale. Les vues du Maghreb circulent toujours avec celles d'Égypte et de Palestine. 
Seconde période tunisienne de 1930 à 1939 (Rudolf Lehnert seul, Tunis et Carthage).
Après une demande de nationalité française (déposée en 1929 et obtenue en 1931) et le rachat de ses droits par son associé dans des conditions qui entrainent une brouille définitive entre les deux hommes, Lehnert rentre à Tunis pour renouer avec l'activité de portraitiste. D'abord installé dans un studio-appartement 22, rue d'Italie, il ouvre un studio dans le tout récent complexe du Colisée, avenue Jules-Ferry, et s'installe dans une maison qu'il fait construire à Sainte-Monique, face à la colline de Sidi Bou Saïd. Considéré d'ailleurs comme « le » photographe de Sidi Bou Saïd, dont plusieurs photographies paraissent dans la revue Tunisie, il prend sa retraite en 1939 et, devenu veuf, termine sa vie auprès de sa fille dans la petite ville de Redeyef où son gendre a été nommé directeur en chef de l'hôpital des mines de phosphates. Il y décède le 16 janvier 1948 et sera inhumé, ultérieurement, auprès de son épouse le 20 octobre 1949 au cimetière de Carthage (Section A carré 1 E).

## L'œuvre photographique et sa diffusion
Après un oubli de près d'un demi-siècle, Rudolf Lehnert est de nouveau mondialement reconnu pour ses vues d'Afrique du Nord (Algérie, Tunisie), ses paysages sahariens et scènes de genre, ainsi que pour de remarquables portraits et des études académiques orientales « révélant » la sensualité de « l'orient », imaginaire jusqu'alors surtout exploité par les peintres. 
La période égyptienne est plus documentaire, la production se résumant surtout à l'édition de cartes postales sur les sites de l'Égypte pharaonique et les quartiers du Caire moderne. De belles réussites se trouvent cependant dans les vues du vieux Caire ou de Jérusalem. 
Une série moins connue concerne l'Italie (héliogravures et cartes postales) et la Tripolitaine-Libye (clichés plus rares). Enfin, des photos pour des albums de croisière illustrent la plupart des grandes escales méditerranéennes, hors Maroc. On y trouve en particulier quelques photos de Nice, Marseille et de la Corse. 
L'œuvre de Lehnert a été très abondamment diffusée, tant en superbes tirages photographiques au bromure et en héliogravures sépia qu'en chromolithographies et multiples séries de cartes postales. Elle se trouve en cela au carrefour du pictorialisme, de l'art nouveau et de la reproduction quasi industrielle. Elle a également été reproduite dans des ouvrages de nature très variée : revues et livres d'art, guides touristiques, encyclopédies, études ethnographiques, livres d'inspiration coloniale et parfois même raciste, etc. 
Jadis mondialement diffusée, l'œuvre de Rudolf Lehnert était tombée dans l'oubli jusqu'à sa redécouverte dans les années 1980 avec le dépôt au musée de l'Élysée à Lausanne des plaques de verre exhumées d'un placard du magasin Lehnert & Landrock qui existe toujours au Caire. Ce magasin est dirigé depuis 1939 par la famille Lambelet, héritière directe par alliance d'Ernst Landrock, à la suite de la vente définitive à son profit survenu en 1954. Une exposition Lehnert & Landrock a été consacrée en 2006 en plein centre de la médina de Tunis tandis que l'œuvre égyptienne, dont sont exclues les photographies de nu réalisées au Maghreb, fait partie du patrimoine historique de ce pays.

## Galerie

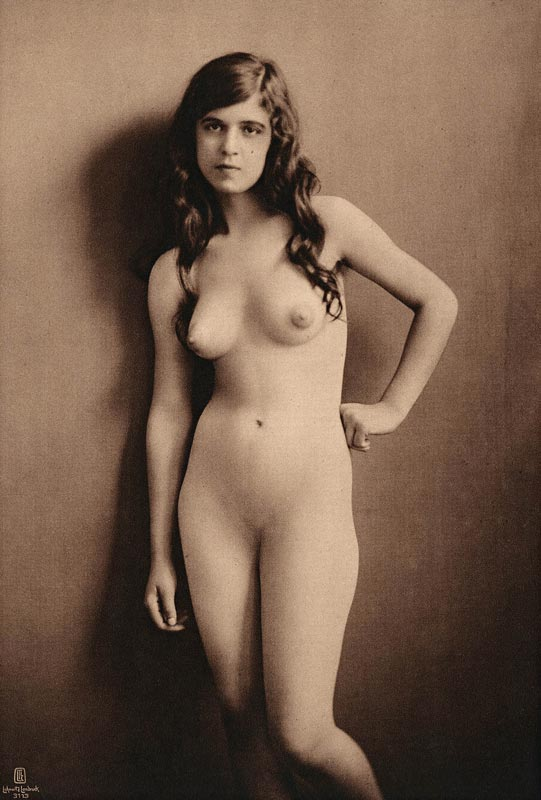
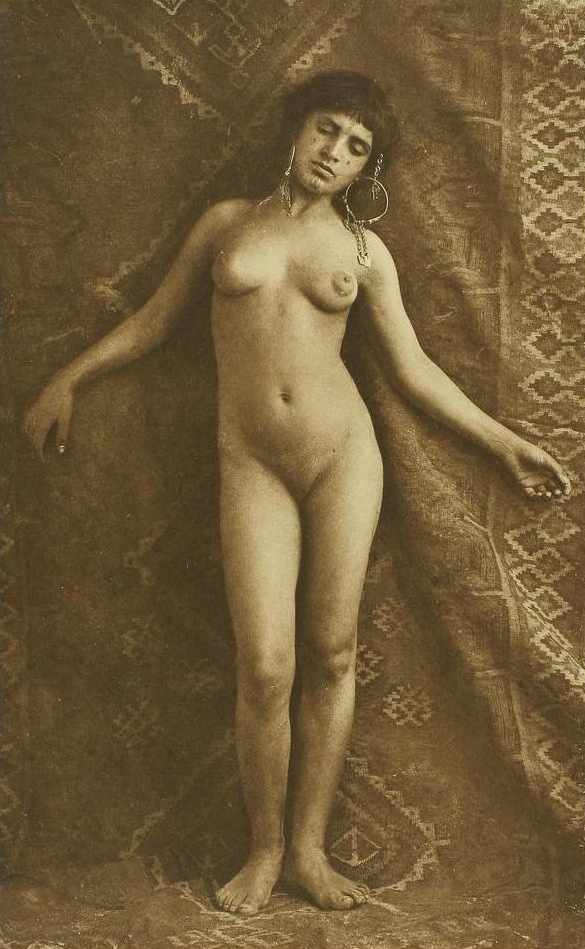
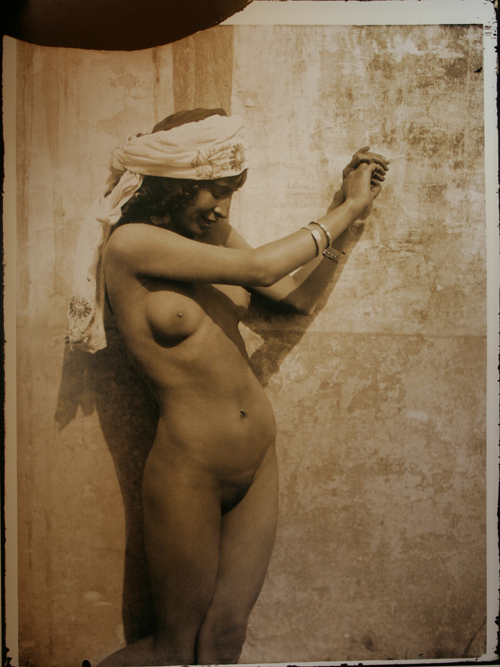
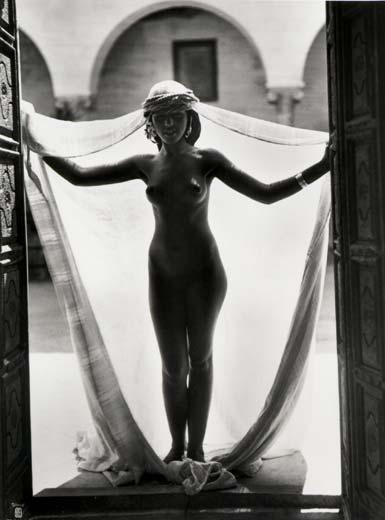
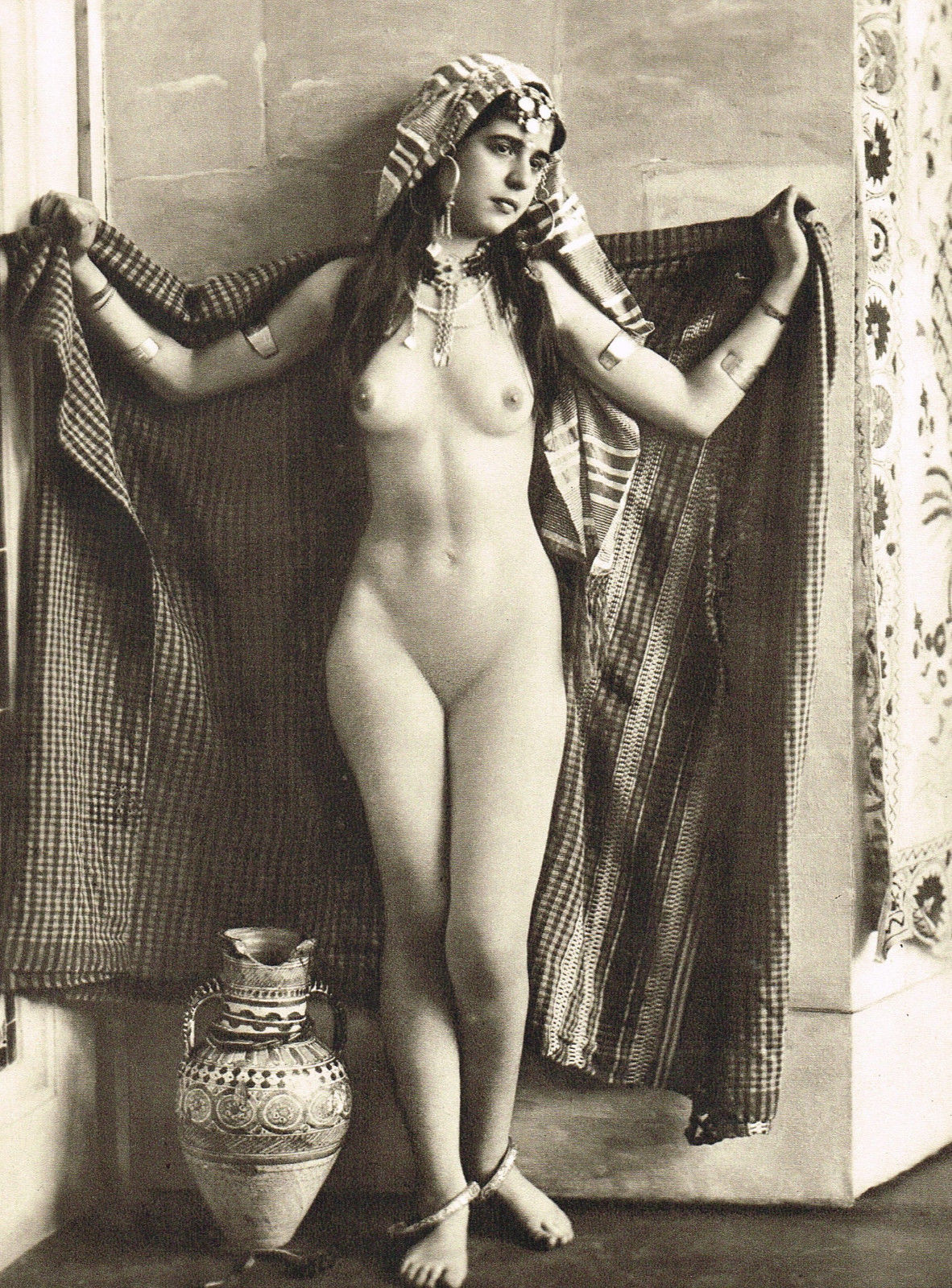
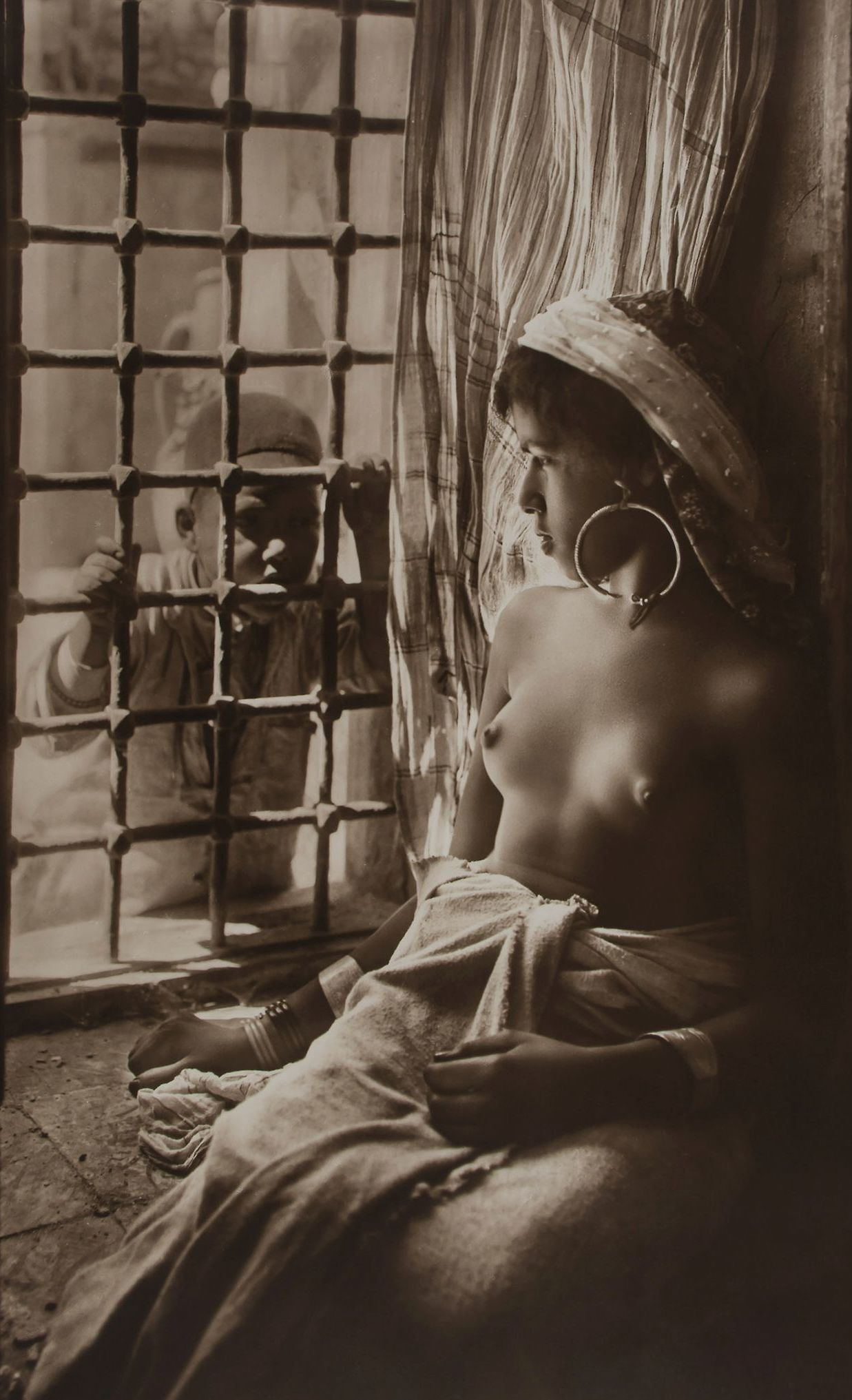
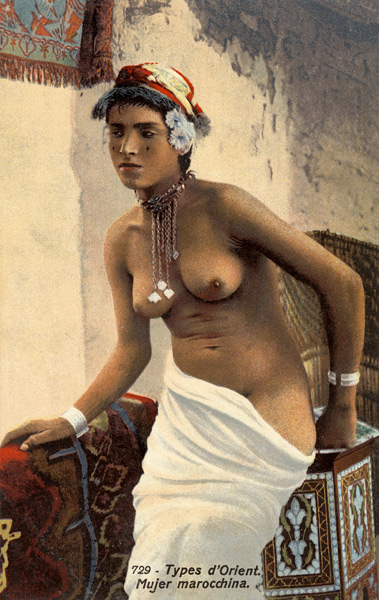
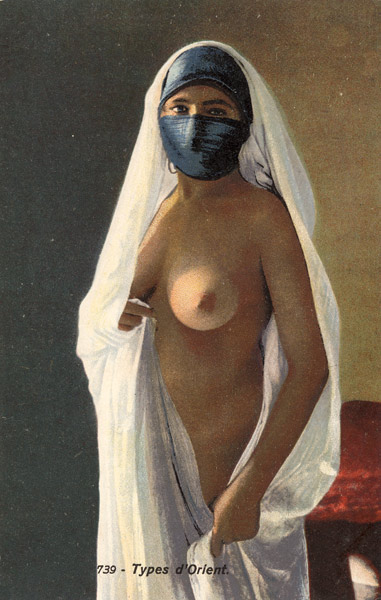

## Problématique
L'œuvre de Rudolf Lehnert (et de Landrock) est l'exemple le plus emblématique de la photographie orientaliste car la seule à regrouper toutes les composantes de ce courant. Elle se trouve donc aujourd'hui au centre de tous les questionnements : art et commerce, orientalisme et colonialisme, photographie et carte postale, ethnographie et pictorialisme, représentation de la femme et du corps nu en pays musulman, illustration de la pédérastie et de l'homosexualité au Maghreb, évocation de l'esclavage, photographies (confidentielles) de bondage, etc. Ses mises en scène très élaborées sont jugées entièrement factices par les uns alors que d'autres y voient, au contraire, la recherche d'une vérité au-delà des simples apparences, peut-être sous l'influence de la théosophie et de Rudolf Steiner, et l'intérêt attesté de Lehnert pour la photographie transcendantale. Le questionnement de cette œuvre concerne donc les conditions historiques de sa réalisation, les thèmes abordés, les moyens de diffusion et ses caractéristiques tant esthétiques qu'informatives. 
Le débat s'est récemment développé autour de la publication de photographies de nus inédites et l'identification d'une carte postale Lehnert & Landrock d'un éphèbe tunisien légendée "Mohamed" (carte no 106) comme matrice de posters édités et diffusés en Iran depuis les années 1990 pour représenter le Prophète Mahomet à visage découvert dans son adolescence. À la suite des expositions L'Image révélée à Tunis (2006) et Controverses à Lausanne (2008) et Paris (2009), l'œuvre de Lehnert & Landrock est ainsi devenue le laboratoire privilégié pour savoir en quoi la subjectivité de cette œuvre peut traduire une quelconque réalité en Orient et pour une interrogation qui la dépasse au moins autant et qui concerne le droit à l'image dans des pays anciennement colonisés. Parallèlement à ces questions, la recherche biographique sur le photographe (et son associé) s'est enfin décidée depuis 2005 à tenter d'apporter de nouvelles pistes de compréhension et d'interprétation.
En France et dans le monde, hormis des expositions dans des galeries privées et l'exposition de Tunis en 2006, aucune rétrospective publique n'a encore présenté des tirages originaux. Il ne s'agissait en effet que de retirages modernes d'après les plaques conservées à la Fondation de l'Élysée à Lausanne, à l'image des premières expositions organisées dans les FNAC en 1986 et dont, pour l'Égypte, il est désormais prouvé que Lehnert ne fut pas toujours l'auteur.